# Tamoya ohboya
Tamoya ohboya é uma espécie rara de água-viva, parecendo tratar-se de uma criatura solitária, de hábitos diurnos.